# Тарабалка, Степан Иванович
Степан Иванович Тараба́лка (9 января 1993, Королёвка, Ивано-Франковская область — 13 марта 2022, Житомир) — военный лётчик Вооружённых сил Украины, отличившийся в ходе российско-украинской войны 2022 года, Герой Украины и кавалер ордена «Золотая Звезда» (посмертно).

## Биография
Родился 9 января 1993 года в селе Королёвка Ивано-Франковской области. Вырос в небогатой сельской семье. Родители часто бывали на заработках в Португалии. Семья жила рядом с военной базой и мальчик с ранних лет мечтал стать лётчиком.
В 13-летнем возрасте Степан Тарабалка поступил в Прикарпатский военно-спортивный лицей, а затем — в Харьковский национальный университет Воздушных Сил имени Ивана Кожедуба, который успешно окончил в 2014 году.

### Военная карьера

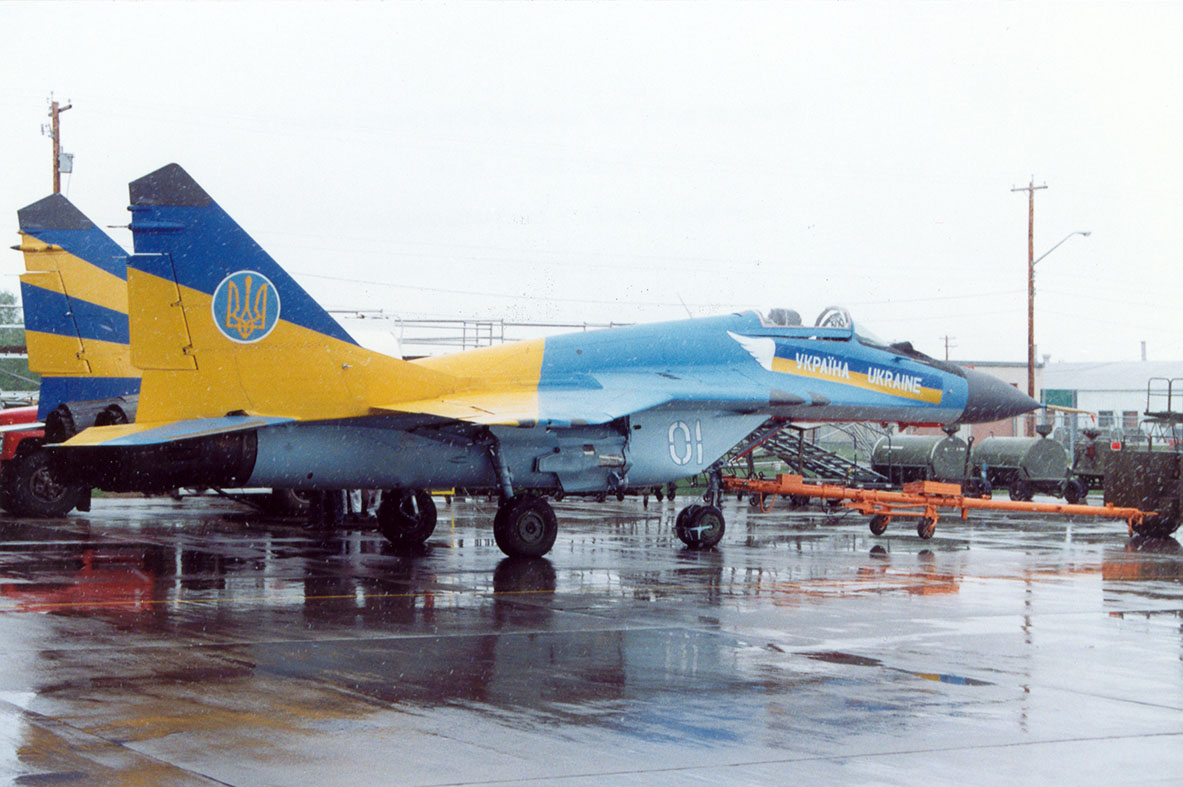
Украинский Миг-29, подобный тому, который пилотировал Степан Тарабалка

Был пилотом самолёта МиГ-29 (на илл.). Первым боевым опытом стал российско-украинский конфликт 2014 года, связанный с аннексией Крыма, и конфликт на востоке Украины с сепаратистскими территориями ЛНР и ДНР. Благодаря этому С. Тарабалка приобрёл опыт полётов с миссиями поддержки над Донбассом.

#### Российское вторжение
С начала военных действий Тарабалка продолжил борьбу с российскими самолётами над Киевом и востоком Украины. По неподтверждённым данным, за первые сутки войны, ему удалось уничтожить шесть самолётов противника: Су-27, МиГ-29, два самолёта Су-35 и два — Су-25, однако военные эксперты называют это хоть и возможным, но маловероятным.
Гибель
13 марта 2022 года погиб в воздушном бою над Житомиром.

## «Призрак Киева»
Гибель Степана Тарабалки связывали с вероятной гибелью легендарного пилота, которого окрестили «Призраком Киева» . Советник главы Офиса президента Алексей Арестович и Генеральный штаб Вооружённых сил Украины заявили, что эта информация не соответствует действительности.
Командование Воздушных сил ВСУ официально заявило:
«Призрак Киева — это мифический супергерой, воплощающий образ пилотов 40-й бригады тактической авиации Воздушных сил, защищающих небо Киева».

## Семья
Остались вдова Елена, сын Ярослав, отец Иван и мать Наталья .

## Награды
Звание «Герой Украины» с орденом «Золотая Звезда» (2022, посмертно) с формулировкой: за личное мужество и героизм, проявленные в защите государственного суверенитета и территориальной целостности Украины, верность военной присяге.